# A. Tryfiatis-Tripiaris
A. Tryfiatis-Tripiaris (Grieks: Α. Τρυφιατης-Τρυπιαπης) (İzmir, ?) was een Grieks wielrenner. Hij nam deel aan de Olympische Zomerspelen van 1896 in Athene.
Tryfiatis-Tripiaris nam deel aan de 12-uren race, maar eindigde niet.